# Мальвоцветные
Мальвоцве́тные (лат. Malvales) — порядок цветковых растений, насчитывающий по современной классификации APG IV на декабрь 2023 года 10 семейств, 357 род и 7 403 ботанических видов. Порядок включается в дочернюю кладу Мальвиды, последовательно входящую в более крупные клады Розиды -> Суперрозиды -> Эвдикоты -> Цветковые растения. Большинство видов являются космополитами в тропическом и субтропическом поясе планеты, в умеренном климате представлены реже. Интересное распространение растений этого порядка можно обнаружить на Мадагаскаре — там встречаются два семейства эндемиков (то есть присущих исключительно этому острову) мальвоцветных — Сферосепаловые (Sphaerosepalaceae) и Сарколеновые (Sarcolaenaceae).

## Ботаническое описание
Морфология мальвоцветных растений весьма различна, и объединяет их лишь несколько общих признаков. Среди самых общих можно назвать пальчатую форму листьев, сросшиеся чашелистики и своеобразное строение и химический состав семян. Флоэма чаще всего волокнистая, состоящая из мягких слоёв.

## Хозяйственное значение и использование
У многих растений порядка мальвоцветные используется древесина, например бальсовое дерево (Ochroma) известно своей мягкостью и используется в качестве звуко- и теплоизоляционного материала в самолётостроении. Из этого дерева был построен знаменитый плот Кон-Тики, на котором норвежский путешественник Тур Хейердал со своей командой совершил путешествие через Тихий океан к островам Полинезии. Также для поделочных работ часто используется Липа (Tilia). Шоколадное дерево или какао (Theobroma cacao) широко известно как основной продукт при изготовлении шоколада. Орехи колы (Cola) известны высоким содержанием кофеина и часто используются для производства различных шипучих напитков. Другими известными растениями этого порядка являются Волчеягодник (Daphne), Гибискус (Hibiscus), Алтей (Althaea), Бамия (Abelmoschus esculentus), баобабы (Adansonia), Хлопчатник (Gossypium) и Хлопковое дерево (Ceiba pentandra).

## Классификация
Классификация близких семейств Мальвовые (Malvaceae), Бомбаксовые (Bombacaceae), Липовые (Tiliaceae) и Стеркулиевые (Sterculiaceae) долгое время считается проблематичной и вызывает споры среди учёных. Хотя классическая система Кронквиста относит их к разным семействам, современные версии систем Angiosperm Phylogeny Group (APG II) объединяют их в единое семейство Мальвовые.
Система APG II расширила семейство Мальвовые (Malvaceae sensu lato, в широком смысле) до более чем 4000 видов, а семейство Волчеягодниковые, или тимелеевые (Thymelaeaceae) — до 750 видов.
В современной системе APG IV (2016) в порядок включено 10 семейств:
1. Bixaceae — Биксовые — 3 рода, 25 видов
2. Cistaceae — Ладанниковые — 8 родов, 325 видов
3. Cytinaceae — Подладанниковые — 2 рода, 13 видов
4. Dipterocarpaceae — Диптерокарповые — 16 родов, 573 вида
5. Malvaceae — Мальвовые — 252 рода, 5 447 родов
6. Muntingiaceae — Мунтингиевые — 3 рода, 3 вида
7. Neuradaceae — Неурадовые — 3 рода, 8 видов
8. Sarcolaenaceae — Сарколеновые — 10 родов, 72 вида
9. Sphaerosepalaceae — Сферосепаловые — 2 рода, 20 видов
10. Thymelaeaceae — Волчеягодниковые — 52 рода, 946 видов

### Таксономическое положение
- Malvales Juss., 1820, Prir. Rostlin 221

Порядок Мальвоцветные включается в дочернюю кладу Мальвиды, последовательно входящую в более крупные клады Розиды → Суперрозиды → Эвдикоты → Цветковые растения. Таксономическая схема в соответствии с Системой APG IV по состоянию на декабрь 2023 года:
|  |                          |  |                                   | порядок Мальвоцветные |  | 10 семейств |  | 351 род |  | 7 402 вида |
|  |                          |  |                                   | порядок Мальвоцветные |  | 10 семейств |  | 351 род |  | 7 402 вида |
|  | клада Цветковые растения |  |                                   |                       |  |             |  |         |  |            |
|  |                          |  |                                   |                       |  |             |  |         |  |            |
|  |                          |  | ещё 63 порядка цветковых растений |                       |  |             |  |         |  |            |
|  |                          |  |                                   |                       |  |             |  |         |  |            |